# Bofe
Bofe is een dorp aan de rechteroever Saramaccarivier in het district Sipaliwini in Suriname. Het ligt stroomafwaarts vanaf Nieuw-Jacobkondre en veertig kilometer ten westen van het Brokopondostuwmeer, op een hoogte van circa 100 meter.
Stroomafwaarts ligt het Pikin Saramacca-project, een goudmijn dat voor 70% eigendom is van Rosebel en voor 30% van de Surinaamse overheid. Het gouderts werd hier in 2019 voor het eerst gedolven.
Bofe · Boslanti · Cabana · Heidoti · Kwattahede · Makajapingo · Mamadam · Misalibiekondre · Moetoetoetabriki · Nieuw-Jacobkondre · Oemakondre · Pakkapakka · Poesoegroenoe · Stonkoe · Villa Brazil